# Telamonia mundula
Telamonia mundula är en spindelart som först beskrevs av Tord Tamerlan Teodor Thorell 1887.  Telamonia mundula ingår i släktet Telamonia och familjen hoppspindlar. Inga underarter finns listade i Catalogue of Life.